# Eightman
Eightman (エイトマン), ou 8 Man (8マン), est un manga d'action et de science-fiction, écrit par Kazumasa Hirai et dessiné par Jiro Kuwata mettant en scène un super-héros cyborg. Il est pré-publié entre 1963 et 1966 dans le magazine Weekly Shōnen Magazine et sa première édition a été compilée en dix volumes. Le manga n'a jamais été traduit en français.
Eightman a été adapté en série télévisée de 56 épisodes, et n'a été traduit qu'en anglais. Une adaptation en une série d'OAV a été produite par le studio J. C. Staff, et c'est cette dernière qui a été éditée en France par AK Vidéo. 

## Liste des volumes du manga original
1. 怪人ゲーレン (Kaijin Geren, littéralement : Geren, le fantôme?)
2. サタンの兄弟 (Satan no Kyodai, littéralement : Le frère de Satan?)
3. 怪力ロボット007 (Kairiki Robotto 007, littéralement : 007, le super-puissant robot?)
4. 光線兵器レーザー (Kosen Heiki Reza, littéralement : L'arme à rayon laser?)
5. 超人サイバー (Chojin Saiba, littéralement : Le cyber super-héro?)
6. 間ミサイル (Ningen Misairu, littéralement : Le missile humain?)
7. 人ロボット005 (Satsujin Robotto 005, littéralement : 005, le robot meurtrié?)
8. 女エスパー (Majo Esupa, littéralement : Esper, la sorcière?)
9. 人類ミュータント (Chojinri Mutanto, littéralement : Le mutant surhumain?)
10. 人コズマ (Majin Kozuma, littéralement : Kozuma, le démon?)